# Sandra Bouscarrut
Sandra Bouscarrut (geborene Weber, * 1984 in Prien am Chiemsee) ist eine deutsche Moderatorin und Journalistin.
Bouscarrut ist in Chiemgau aufgewachsen und machte in Prien am Chiemsee ihr Abitur. Nachdem sie an der Otto-Falckenberg-Schule abgelehnt worden war, studierte sie in Bremen und Südfrankreich Kulturwissenschaften, Germanistik und Geschichte. Heute lebt sie in München. Sie ist verheiratet und Mutter eines Sohnes.
2010 begann sie ein Volontariat beim Bayerischen Rundfunk. Seit 2012 ist sie dort hinter den Kulissen für Sendung wie Zwischen Spessart und Karwendel tätig. Seit 11. Januar 2021 moderiert sie Wir in Bayern.